# HMS Ocean (R68)
HMS Ocean (R68) là một tàu sân bay thuộc lớp Colossus của Hải quân Hoàng gia Anh. Được hoàn thành và đưa ra hoạt động khi Chiến tranh Thế giới thứ hai kết thúc, HMS Ocean chỉ tham gia những hoạt động trong Chiến tranh Triều Tiên và trong vụ Khủng hoảng Kênh đào Suez. Nó được cho ngừng hoạt động vào năm 1958 và bị tháo dỡ vào năm 1962.

## Thiết kế và chế tạo
Glory được đặt lườn vào ngày 8 tháng 11 năm 1942 bởi hãng đóng tàu Stephens tại Glasgow. Nó được hạ thủy vào ngày 8 tháng 7 năm 1944. Trong khi đang được chế tạo, vào tháng 3 năm 1944, Chính phủ Australia đề nghị mua lại một chiếc tàu sân bay hạng nhẹ, và nêu đích danh chiếc Ocean. Đề nghị này bị từ chối vào đầu tháng 6 năm 1945, và chiếc tàu sân bay được đưa ra phục vụ cùng Hải quân Hoàng gia Anh vào ngày 30 tháng 6 năm 1945.

## Lịch sử hoạt động

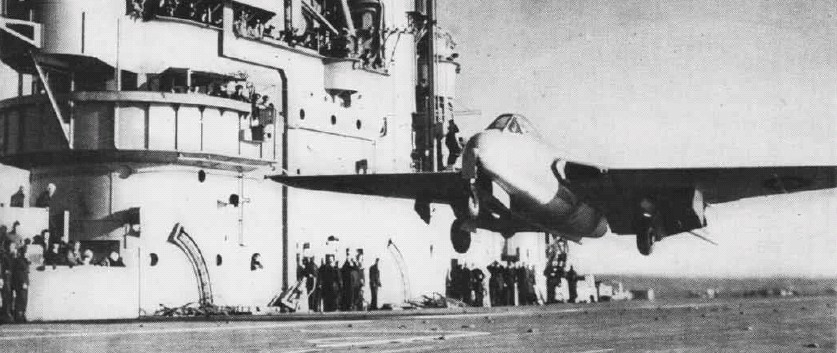
Cuộc hạ cánh và cất cánh lần đầu tiên của một máy bay phản lực Sea Vampire trên một tàu sân bay vào năm 1945

Vào ngày 4 tháng 12 năm 1945, một chiếc máy bay phản lực lần đầu tiên đã hạ cánh có chủ định và có kế hoạch trên một tàu sân bay, khi một chiếc Sea Vampire do phi công Eric "Winkle" Brown điều khiển đã hạ cánh trên Ocean. Trước đó, kiểu máy bay Fairey Swordfish cũng đã thực hiện chuyến bay chính thức cuối cùng từ một tàu sân bay Hải quân Hoàng gia vào tháng 10 năm 1945 cũng từ sàn đáp của Ocean. Khi lực lượng Anh rút lui khỏi thuộc địa Palestine vào năm 1948, Ocean đã hỗ trợ cho cuộc triệt thoái. Trong Chiến tranh Triều Tiên, Ocean đã hai lần được bố trí đến vùng biển ngoài khơi Triều Tiên, lần thứ nhất từ tháng 5 đến tháng 10 năm 1952 và lần thứ hai từ tháng 5 đến tháng 11 năm 1953.

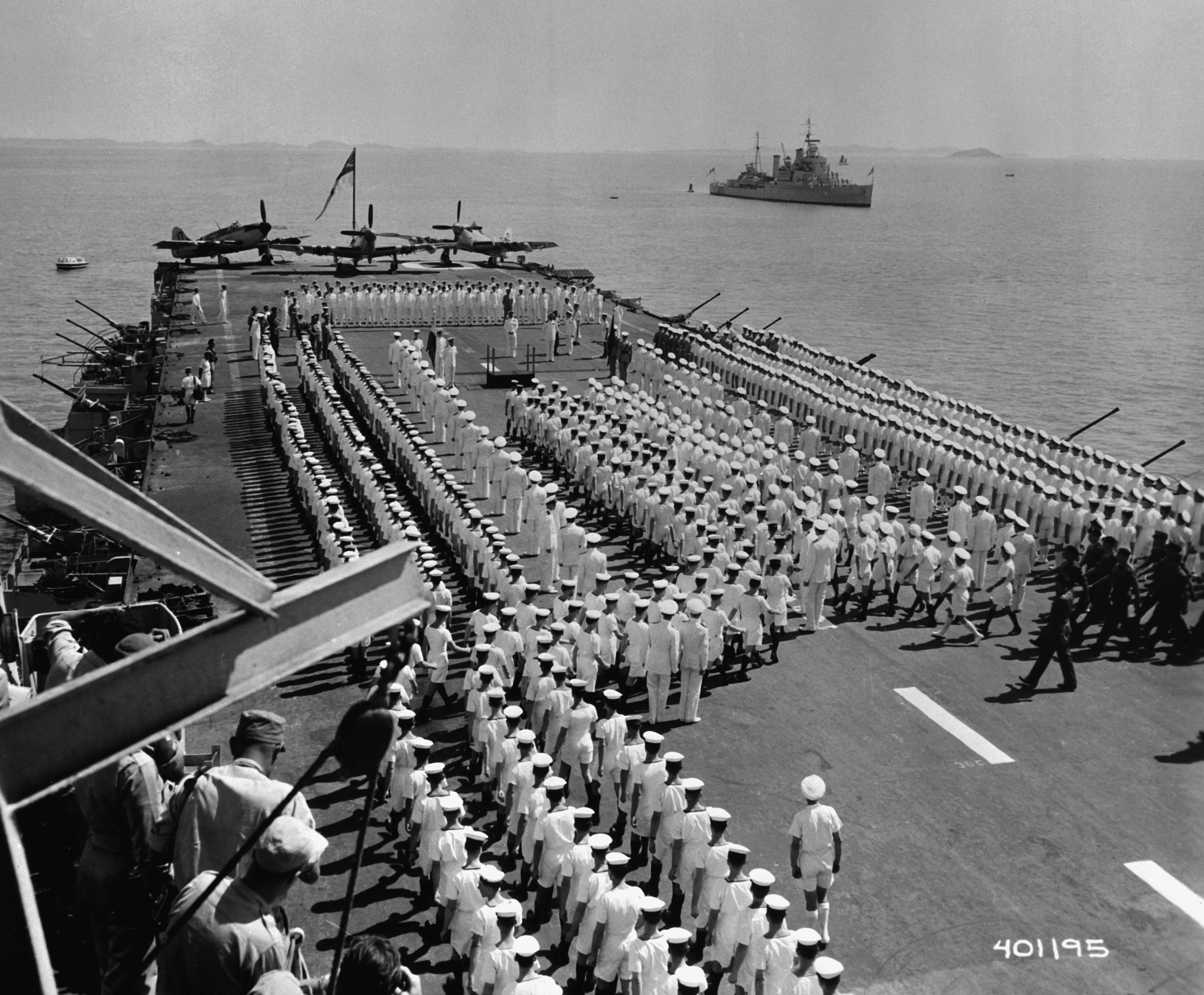
Bộ trưởng Quốc phòng Anh Earl Alexander thị sát chiếc HMS Ocean ngoài khơi Triều Tiên vào năm 1952.

Vào tháng 8 năm 1954, Ocean gia nhập Hải đội Huấn luyện của Hạm đội Nhà, nhưng đã đóng một vai trò tích cực trong vụ Khủng hoảng kênh đào Suez. Trong cuộc đổ bộ bằng máy bay trực thăng quy mô lớn lần đầu tiên trong lịch sử, những chiếc Westland Whirlwind và Bristol Sycamore cất cánh từ Ocean và HMS Theseus đã đưa 425 người của 45 Commando cùng 23 tấn tiếp liệu đến Port Said trong vòng 90 phút. Sau sự kiện Suez, chiếc tàu sân bay không còn hoạt động nào khác đáng kể. Nó được đưa về lực lượng dự bị vào năm 1958 rồi được tháo dỡ vào năm 1962 tại Faslane.